# David Juříček
David Juříček (Olomouc, 8 de agosto de 1974) fue un jugador de balonmano checo. Su último equipo fue el Saint-Raphaël VHB francés.
Fue un jugador habitual en la Selección de balonmano de la República Checa en la  que jugó 148 partidos y marcó 460 goles, convirtiéndose así en uno de los jugadores históricos de esta selección.

## Palmarés

### Montpellier
- Liga de Francia de balonmano (6) : 2005, 2006, 2008, 2009, 2010, 2011
- Copa de Francia de balonmano (5) : 2005, 2006, 2008, 2009, 2010
- Coupe de la Ligue (6) 2005, 2006, 2007, 2008, 2010, 2011
- Supercopa francesa (1) : 2011

## Clubes
| Club              | País            | Año         |
| ----------------- | --------------- | ----------- |
| HC Baník Karviná  | República Checa | ? - 2003    |
| Istres OPH        | Francia         | 2003 - 2004 |
| Montpellier HB    | Francia         | 2004 - 2011 |
| Saint-Raphaël VHB | Francia         | 2011 - 2013 |